# Равнина Лоухи
Равнина Лоухи (лат. Louhi Planitia) — участок размером около 2400 км в северной полярной области Венеры. Вместе с равниной Снегурочки образует большую низменность, которая окружает полюс и доходит до 75° с. ш. Названа в честь старухи Лоухи — северной колдуньи в карело-финском эпосе «Калевала».

## История изучения
Наблюдение поверхности Венеры в видимом свете не позволяет её атмосфера, а радиолокация её околополярных областей с Земли невозможна из-за того, что они находятся на краю видимого диска планеты. Не охватил эти области и первый аппарат, выполнявший радиолокацию Венеры с орбиты вокруг неё — «Пионер-Венера-1».
Существующие на 2013 год данные о равнине Лоухи (как и о всей северной полярной области Венеры) получены тремя АМС. Это «Венера-15» и «Венера-16», работавшие в 1983—1984 году, и «Магеллан», работавший в 1990—1994 году. Эти аппараты картировали отражательную способность поверхности для радиоволн длиной 8 см («Венеры») и 12,6 см («Магеллан»). «Магеллан» провёл картирование с лучшим разрешением, чем «Венеры» (около 120 м против 1—2 км), но он заснял северную область планеты не полностью, пропустив, в частности, треть равнины Лоухи.
Кроме того, эти три спутника вели альтиметрические исследования. Разрешение по горизонтали при этом было хуже. В случае «Магеллана» оно составляло 10—30 км (а вертикальное разрешение — 80—100 м).
Равнина Лоухи получила своё имя согласно принятому в планетной номенклатуре правилу называть низменности Венеры в честь героинь мифов и сказок. Это название было утверждено Международным астрономическим союзом в 1985 году.

## Расположение
Центр равнины Лоухи расположен по координатам 80°30′ с. ш. 120°30′ в. д. / 80,5° с. ш. 120,5° в. д. На востоке она ограничена грядами Денницы (лат. Dennitsa Dorsa), а на западе — линиями Сел-ани (Szél-anya Lineae). Эти системы гряд и линий тянутся примерно вдоль меридианов (200° и 80° в. д. соответственно) к полюсу, где смыкаются друг с другом. Они отделяют равнину Лоухи от равнины Снегурочки — другой части околополярной низменности. Таким образом, северный полюс Венеры расположен на границе этих двух равнин, причём равнина Лоухи занимает примерно 120-градусный сектор, а равнина Снегурочки — вдвое больший.
На юге равнина Лоухи доходит примерно до 75° с. ш. С юго-запада её ограничивает край большой возвышенности — области Тефии (Tethus Regio), а с юго-востока — меньшее поднятие, отделяющее её от равнины Аталанты (Atalanta Planitia).

## Рельеф

### Геологическая история
Рельеф равнины Лоухи довольно ровный, но на ней есть структуры и тектонического, и вулканического, и ударного происхождения. По ним можно сделать некоторые выводы насчёт её геологической истории, в которой чередовались эпизоды сжатия и растяжения коры, а также происходили извержения вулканов и удары астероидов.
По наложению друг на друга различных деталей рельефа северной полярной области Венеры установлено, что самые старые из них — тессеры, пояса хребтов и равнины, пересечённые множеством линий. После них появились мелкие щитовидные вулканы, которые залили свои окрестности лавой. Ещё позже — от 1 до 0,5 млрд лет назад — возникли большие щитовидные вулканы, которые привели к более масштабному обновлению поверхности (появлению обширных лавовых равнин). В это же время образовались одни из самых молодых деталей рельефа — пояса трещин (возможно, вследствие растяжения поверхности при поднятии магмы). Другие молодые объекты — это небольшие (20—50 км в диаметре) поднятия, лопастевидные равнинные участки, окружающие более крупные поднятия и, вероятно, венцы.
Явных признаков работы ветра на равнине Лоухи не найдено, хотя не исключено, что его действием объясняется особенность многих небольших хребтов на юге равнины: наличие материала, хорошо отражающего радиоволны, только с одной их стороны.

### Тектонические структуры
Структуры, ограничивающие равнину Лоухи с запада и востока, — линии Сел-ани и гряды Денницы соответственно — имеют тектоническое происхождение. Первые представляют собой систему параллельных разломов, образовавшихся, видимо, при растяжении поверхности, а вторые — систему параллельных хребтов, появившихся при сжатии.
Кроме того, посреди равнины лежат гряды Юмын-удыр (лат. Yumyn-Udyr Dorsa), а на юго-западе — гряды Лукелонг (Lukelong Dorsa). На западном краю равнины Лоухи находится 900-километровая тессера Оддибьорд (Oddibjord Tessera) — своеобразный пересечённый в нескольких направлениях участок, напоминающий паркет.

### Вулканические структуры
Признаков вулканической активности на этой равнине заметно меньше, чем на соседней равнине Снегурочки. Там нет больших щитовидных вулканов и лавовых каналов, и есть только один венец (своеобразная кольцевая структура, которая образовалась, вероятно, при поднятии магмы с последующим опусканием поверхности).
На юго-востоке равнины Лоухи (вдоль гряд Денницы) разбросано множество мелких (< 20 км в диаметре) щитовидных вулканов — лат. Molpe Colles. Они занимают участок размером 200×600 км. Единственный венец этой равнины находится на её границе (на южном конце гряд Денницы). Это венец Масленицы (Maslenitsa Corona) — самый маленький из 4 венцов околополярной низменности Венеры. Его диаметр — около 200 км.

### Ударные кратеры
Точное количество крупных кратеров на равнине Лоухи определить трудно из-за «белых пятен» на картах «Магеллана» и плохого разрешения карт «Венер». На снимках этой равнины, полученных «Магелланом» (которые охватывают 2/3 её площади и имеют разрешение около 120 м) обнаружено 7 кратеров, в том числе 2 — на границе с равниной Снегурочки. В незаснятой этим спутником области равнины есть ещё как минимум один крупный кратер. Все эти 8 кратеров получили имена.
Самый большой кратер равнины Лоухи — Клёнова (143 км в диаметре, четвёртый по размеру кратер Венеры). Кроме того, на ней лежат 32-километровый кратер Деледда, 31-километровый кратер Руднева, 15-километровый кратер Тюнде, 13-километровый кратер Радка и 6-километровый кратер Евгения. На западном краю равнины (на линиях Сел-ани) находится 38-километровый кратер Ландовска, а на восточном (на грядах Денницы) — 22-километровый кратер Одилия. Кратеры равнины Лоухи, как и Венеры в целом, распределены по поверхности случайно.
Большинство этих кратеров окружено выбросами (иногда выбросы покрыты более поздними наслоениями). Некоторые из них (например, Тюнде и Евгения) образованы ударами объектов, которые, по-видимому, предварительно распались на части. К юго-востоку от кратера Клёнова (по координатам 77°24′ с. ш. 109°00′ в. д. / 77,4° с. ш. 109° в. д.) находится ещё одна структура, для которой предполагается ударное происхождение: маленькая горка, окружённая размытым кольцом вещества, хорошо отражающего радиоволны. Есть версия, что она появилась при взрыве космического тела ещё до столкновения с поверхностью.